# Maso

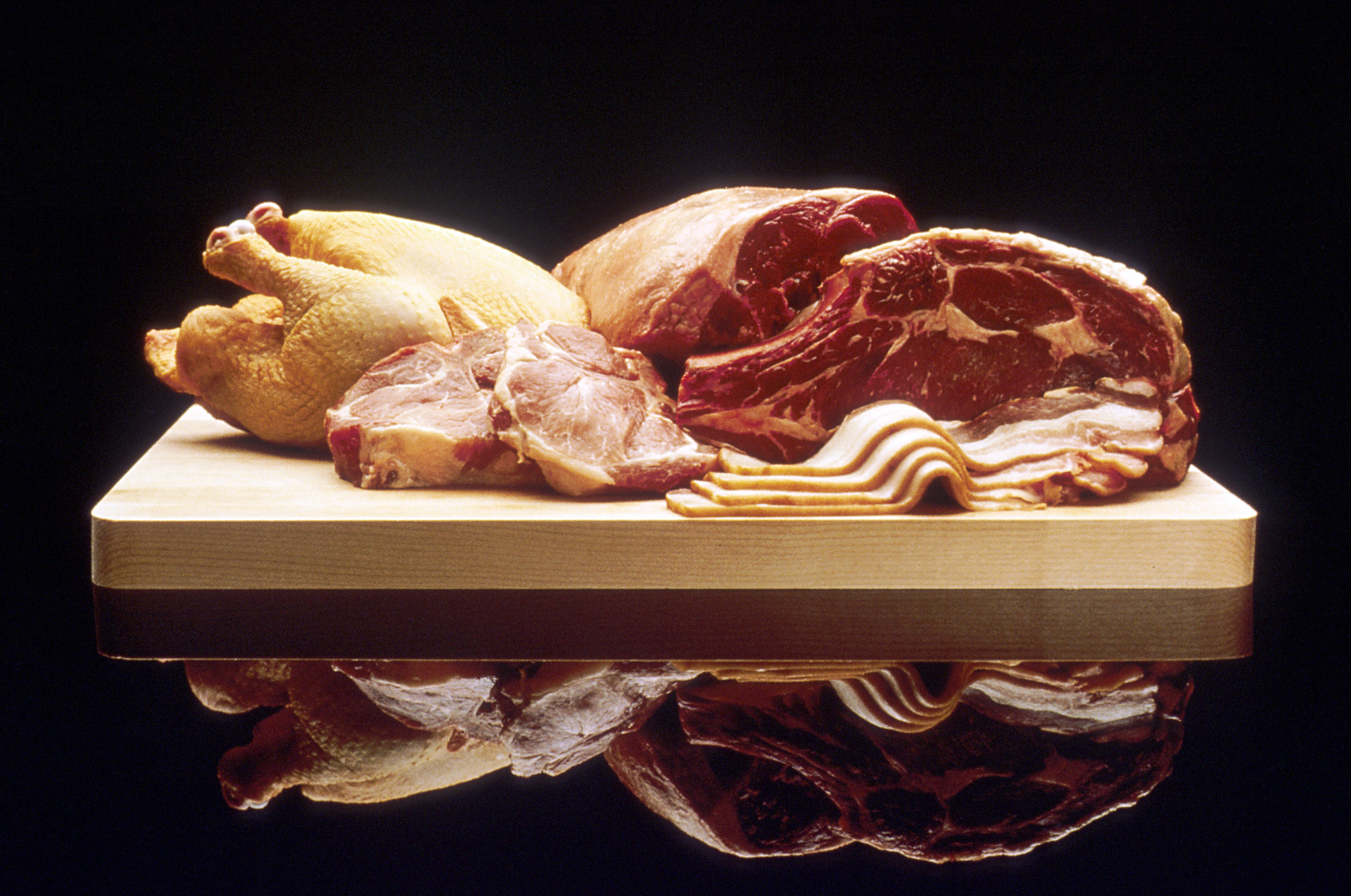
Různé druhy masa

Maso znamená v užším slova smyslu kosterní svalovinu zvířat (a s ní související tkáně), v širším a méně běžném slova smyslu se jedná o veškeré poživatelné části těl živočichů, které si lidé určili pro svou výživu (krev, střeva a vnitřnosti nevyjímaje).

## Charakteristika
Maso patří mezi nejoblíbenější a nejvyhledávanější potraviny. Ze zdravotního hlediska je ceněno zejména pro obsah biologicky hodnotných bílkovin a látek budujících organismus. Obsah plnohodnotných bílkovin kolísá od 16 do 20 %. Z vitamínů maso obsahuje zejména vitaminy skupiny B. Dodává organismu železo a fosfor.
Tučná masa, zejména vepřové, mají vysokou energetickou hodnotu. Vnitřnosti mají zas vyšší biologickou hodnotu než svalovina. Čím je maso tučnější, tím je hůře stravitelné. Maso mladých zvířat je jemnější, maso starších zvířat bývá tvrdší a hůře stravitelné. Lehká nebo těžší stravitelnost nezávisí jen na druhu a stáří zvířat, ale i od „odleženosti“ masa a od způsobu úpravy v kuchyni. Žádné maso – kromě masa ryb a vnitřností – by se nemělo použít hned po zabití zvířete. Maso z čerstvě zabitých zvířat totiž bývá tuhé, hůře stravitelné. Jen když odleží, vyzraje, změkne, tehdy se stává snadněji stravitelným. Doporučuje se proto uskladnit ho v podchlazeném místě na 3–5 dní. V prostředí s vyšší teplotou a vlhkostí se maso rychle kazí. Proto ho uskladňujeme v chladu a chráníme před mouchami. Pokud nemáme možnost uschovat syrové maso v chladu (v lednici nebo mrazáku), zabalíme ho do utěrky navlhčené octem a co nejdříve jej použijeme (zejména v letních měsících).
Hovězí maso má světle červenou až tmavě červenou barvu. Ne každé maso ze skotu je stejně kvalitní. Je nemalý rozdíl mezi masem mladých býčků a starších krav. Maso mladých býčků má světle červenou barvu a skoro čistě bílý tuk, maso ze starších kusů skotu má tmavě červenou barvu a tuk žlutý. Každé hovězí maso se doporučuje nechat odležet alespoň na několik dní, čímž se zamezí jeho tuhosti. Pokud chceme použít čerstvé hovězí maso a chceme, aby bylo vláčnější, měkčí, naložíme ho na 2–3 dny do nálevu (čili ho marinujeme).
Z morfologického hlediska se maso skládá z tkáně svalové, kostní, vazivové, chrupavkové, tukové, dále sem řadíme i tkáň nervovou a část soustavy oběhové.

### Nutriční složení masa
- voda zhruba 70 % (tepelnou úpravou se až 30 % ztratí)
- bílkoviny 15–20 %
- tuky (vnitrobuněčné) 1–5 % (vepřové maso libové 20 %, ale jinak až 40 %[1])
- dusíkaté látky nebílkovinné 2 %
- bezdusíkaté (extraktivní) látky (např. sacharidy) 1 % (hovězí maso i 5 %)
- anorganické látky 1 %.

### Vedlejší produkty výroby masa
- tuk
- krev
- droby
- kůže
- kosti
- peří
- štětiny

### Barva masa
Červená barva masa je způsobena hemovými barvivy myoglobinem (svalové barvivo) a hemoglobinem (krevní barvivo).

### Zdroje
Mezi nejčastější zdroje masa patří: jatečná zvířata (prasata, skot, ovce, koně, králíci), jatečná drůbež (hrabavá i vodní), lovná zvěř (jelen, srnec, daněk, muflon, zajíc, divočák), exotické druhy zvěře (podle místa výskytu),ryby a bezobratlí živočichové (entomofagie).

## Jateční opracování skotu a prasat
Nejprve se zvíře omráčí buď mechanicky (tupým úderem do hlavy, průstřelem čelní kosti), elektricky (napětím vyšším 400 V) nebo chemicky (pomocí oxidu uhličitého). Omráčení chrání pracovníky a zvířata, usnadňuje manipulace se zvířaty, vykrvení zvěře či zachování krevního oběhu. Po omráčení se zvíře usmrtí a vykrvácí, buď ve visu či v leže, dutým nožem nebo přeříznutím krční tepny. Po napaření prasete se odstraňují štětiny z kůže. U skotu se kůže stahuje v celku bez napaření. Dále je skot zbavován vnitřností, poté půlen a čtvrcen. Následuje veterinární prohlídka, která určuje další zpracování masa. Je nutná u každého kusu určeného pro lidskou výživu. Kontroluje se též výskyt parazitů nebo mikrobů. Nakonec se maso bourá. Součástí bourání je kromě dělení na části i vykostění, odstranění tuků a další úpravy masa. Rozeznávají se 3 druhy bourání: pro výsek (maso se dělí na anatomické celky – kýta, bůček, krkovice, toto maso je určeno pro obchodní sítě), pro masnou výrobu (maso se dělí podle původu, např. hovězí přední a zadní, vepřové maso libové, výrobní s kůží, bez kůže) a pro mrazírny.

## Masná výroba

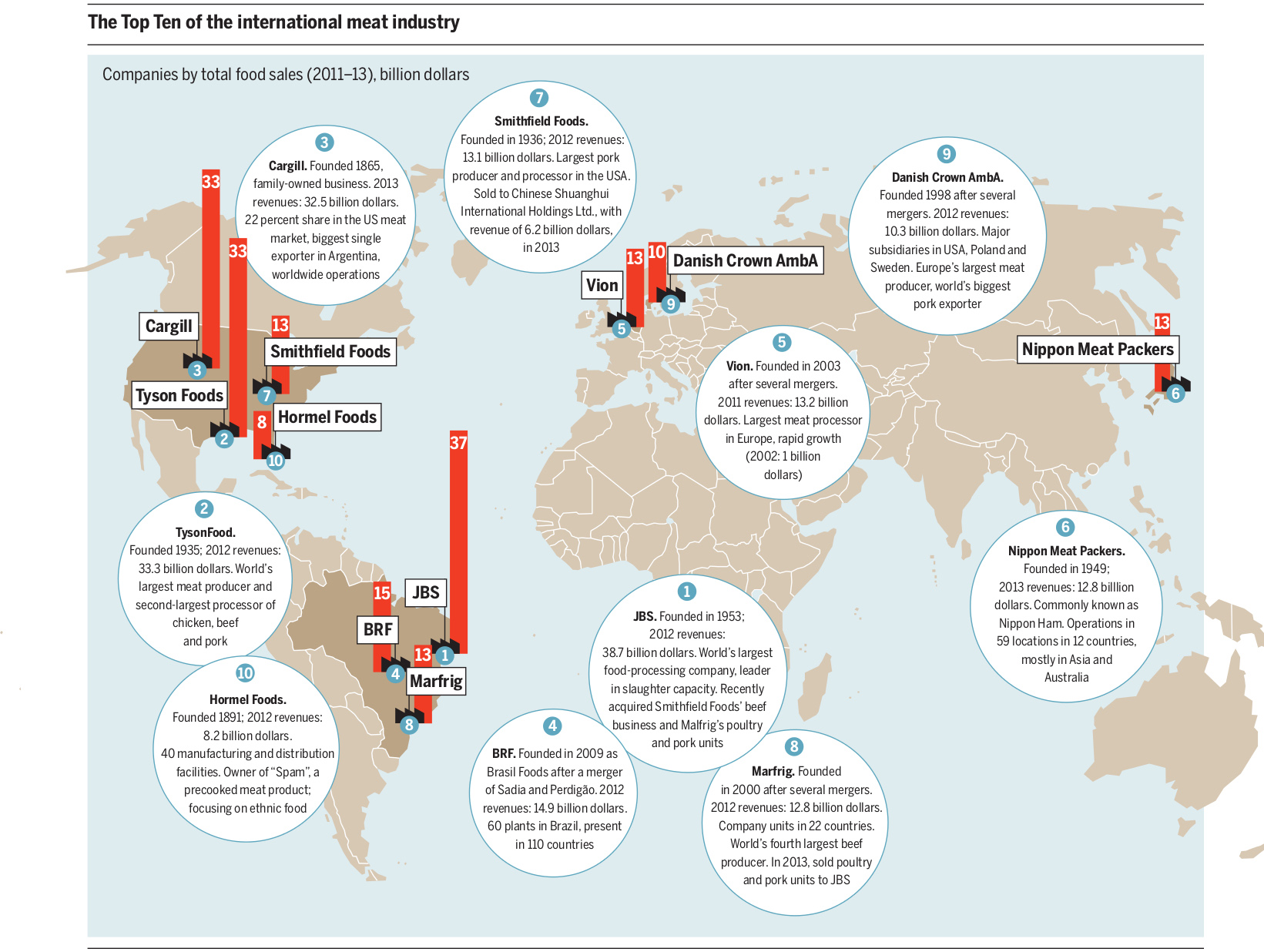
Deset největších z masného průmyslu

Jedná se o výrobu masných výrobků (salámy, párky, klobásy, uzené maso, atd.). První fází je tzv. mělnění a míchání. tvoří se homogenní hmota, která se skládá ze dvou složek: první je homogenní, tzv. spojka a druhá je makroskopická, tzv. vložka (maso, tuk). Dochází k tvorbě pevné struktury salámu (síť příčných vazeb). Celý proces se provádí pomocí řezaček nebo kutrů a jeho součástí může být i přidání šupinek ledu nebo mělnění masa. Poté se hmota solí. Maso se naloží do láku (až několik týdnů) nebo se sůl (2–3% roztok NaCl) vstřikuje do masa. Solení je důležité pro chuť a trvanlivost masných výrobků. S NaCl se používá „rychlosůl“ (dusitan sodný), sanitr (dusičnan sodný), polyfosfáty, koření, kyselina askorbová nebo sacharidy. Po solení přichází na řadu narážení a tvarování. Jde o plnění hmoty do obalů (střeva – přírodní, umělá) pomocí narážeček. poslední fází je uzení. Uzení zvyšuje trvanlivost a dochucuje masné výrobky. Udí se kouřem z tvrdého (nejčastěji bukového) dřeva. Měkké dřevo je k uzení nevhodné, neboť obsahuje velké množství pryskyřic, které jsou v konečné fázi zdraví škodlivé. Drobné masné výrobky (měkké salámy, klobásy, párky, uzená masa, uzené boky a slaniny, atd.) se udí horkým kouřem 80–90 °C. Trvanlivé masné výrobky – tvrdé salámy (např. lovecký salám, Herkules, Paprikáš, atd.) se udí teplým kouřem (60 °C) a suší se kouřem studeným (18 °C). Při uzení teplým kouřem a následném sušení studeným kouřem je potřeba dodržovat stejnou teplotu a daný technologický postup (nesmí kolísat teplota), mohlo by dojít k výskytu botulotoxinu (klobásového jedu), který je nebezpečný pro lidský organizmus. Pro tento druh uzení se používají specializované udírny a sušicí komory.

## Rozdělení masných výrobků
Podle zpracování rozeznáváme tyto druhy: drobné masné výrobky, měkké salámy, trvanlivé masné výrobky, speciální masné výrobky, vařené masné výrobky, pečené masné výrobky, uzená masa, fermentované salámy.
- drobné masné výrobky
  - hmotnost 50–100 g
  - narážené do střev, oddělené
  - nakládání pomocí dusitanové směsi
  - tepelné opracované, uzené
  - s vložkou (špekáčky), bez vložky (párky), s malým obsahem spojky

- měkké salámy
  - stejná výroba jako u drobných masných výrobků
  - jemně mělněné (junior), jemně mělněné s vložkou tukové tkáně (gothaj), jemně mělněné s vložkou libového masa (šunkový s.)

- trvanlivé masné výrobky
  - hrubě zrněné s přídavkem dusitanové směsi
  - zvýšená údržnost při teplotě v místnosti
  - uzené horkým kouřem, sušené

- speciální masné výrobky
  - různé technologie výroby
  - např. debrecínská pečeně, anglická slanina

- vařené masné výrobky
  - určené k rychlé spotřebě
  - výroba z drobů, vepřové kůže a hlavy
  - dováření ve vodě či páře
  - jitrnice, tlačenka

- pečené masné výrobky
  - mělněné masné výrobky s vložkou
  - výroba bez obalů ve formách
  - dusitanová směs
  - dovářejí se (sekaná)

- uzená masa
  - výrobky z kusů masa
  - naložené do dusitanové směsi
  - udí se 6–7 hodin horkým kouřem nebo
  - udí se 2–3 hodiny teplým kouřem s následným dovařením ve vodě nebo páře (teplota v jádře výrobku by měla být 70 °C po dobu 20 minut)

- fermentované salámy
  - tepelně neopracované výrobky
  - konzervace působením laktobacilů a streptokoků
  - zvýšení údržnosti snížením pH
  - snížení aktivity vody
  - paštiky, lovecký salám

## Konzumace masa a zdraví
Statisticky významný vztah existuje mezi množstvím snědeného masa a rizikem vzniku rakoviny tlustého střeva, každých 100 gramů denně zkonzumovaného červeného masa zvyšuje riziko onemocnění rakovinou o 17 %.
Takzvané bílé a červené maso mají stejný vliv na cholesterol. Byl popsán případ, kdy se po masové dietě vytvořily dospělé osobě nažloutlé uzliny na rukou, nohou a loktech.

### Konzumace masa u lidoopů
Konzumace masa byla pozorována u našich nejbližších příbuzných. Šimpanzi učenliví loví hlavně drobné opice, guerézy, ale také další primáty jako např. kočkodany či mangabeje, drobné kopytníky jako např. chocholatky či štětkouny nebo ptáky jako jsou např. perličky. Nicméně u šimpanzů se k masu často dostanou pouze dominantní samci a velmi vzácně samice, hierarchicky níže postavená zvířata již nikoliv. Živočišná potrava navíc u těchto zvířat nepřesahuje více než 5% jídelníčku. Navíc pravděpodobně výhody sociální interakce vysoce postavených zvířat při sdílení masa a koordinace při lovu nahradily původní důvod lovu – nutriční výhody konzumace masa . Druhý druh šimpanze, šimpanz bonobo, je pak v drtivé většině fruktivorní, nicméně potravu si může zpestřovat termity, a velmi výjimečně masem obratlovců, jako např. daman stromový . Gorily nížinné jsou téměř výhradními herbivory, s občasnou konzumací termitů . U goril horských může příležitostně dojít ke konzumaci drobných bezobratlých, kteří pak tvoří méně než 0.1% celkového jídelníčku . Zástupci 3 druhů orangutanů jsou převážně fruktivorní, s neobvykle pestrou potravou zahrnující listí, houby, kůru stromů, květy či med. Orangutani si také zpestřují jídelníček hmyzem .

## Kontroverze
Maso je zřejmě nejkontroverznější potravinou vůbec. Na vhodnost masa pro lidskou výživu není jednoznačný názor. Existují lidé, kteří nejedí buď veškeré maso, nebo pouze některý druh ať už z etického přesvědčení, náboženského vyznání, zdravotního nebo dalších důvodů.
Obecně se člověk, který nejí žádný druh masa, nazývá vegetarián. Existují také druhy částečného vegetariánství jako pesco-pollo vegetariánství nebo pescetariánství, které umožňuje konzumaci rybího masa, mořských plodů a kuřecího masa.
Zpracované maso považuje IARC za karcinogen.
Některá červená masa od přírody obsahují pro člověka karcinogenní sacharid Neu5Gc, který způsobuje imunitní reakce, jež při nadměrné konzumaci těchto mas vedou k rakovině tlustého střeva.
Maso, včetně rybího, může obsahovat polutanty.

### Náboženství
Mezi náboženství, která zakazují některé druhy masa patří:
- judaismus – podle kašrutu nesmí židé konzumovat žádné maso savců kromě sudokopytné přežvýkavé zvěře (krávy, ovce), ptáků kromě drůbeže a holubů (zákaz konzumace masa dravých ptáků) a bezšupinatých a bezploutvých ryb a ostatních mořských plodů a žádnou krev
- islám – zákaz konzumace vepřového masa a masa nešupinatých ryb (halal)
- hinduismus a buddhismus preferují vegetariánství

## Náhražky masa a laboratorně vypěstované maso
Vzhledem k narůstajícímu obavám o životní prostředí a hrozbě zoonóz narůstá počet alternativ k masu (nejčastěji založených na sojovém či pšeničném proteinu), a dokonce vznikají společnosti zabývající se výzkumem a výrobou laboratorně vypěstovaného masa, takzvaného „masa ze zkumavky“. V Izraeli již funguje první průmyslový závod na výrobu buněčného masa, stojí za ním mladá firma Future Meat Technologies. Snahy o vývoj laboratorně vypěstovaného masa už ale probíhají i v České republice (Bene Meat Technologies).
Rostlinné alternativy zažily boom v roce 2021, a to hlavně kvůli epidemii koronaviru, která upozornila na hrozbu vzniku nebezpečných zoonóz. Tyto nemoci vznikají mezi zvířaty chovanými ve špatných podmínkách a rychle se šíří, a to i díky častému přepravování zvířat na velké vzdálenosti.
V současnosti lze rostlinné varianty jídel zakoupit i v běžných fast foodech. Mezi největší společnosti vyrábějící náhražky masa patří Beyond Meat a Tattooed Chef. V Česku jsou velmi oblíbené produkty od Nestlé, které začalo vyrábět rostlinné alternativy k masu pod značkou Garden Gourmet. Paradoxně, vegetariáni a vegani často alternativy k masu odmítají. Podle průzkumu společnosti Tesco kupují tyto produkty z většiny konvenčně se stravující lidé, kteří chtějí pouze zkusit něco nového nebo odlehčit svůj jídelníček.